# Morgion
Morgion byla americká death/doom metalová kapela z kalifornského Orange County založená roku 1990. Zakládajícími členmi byli Jeremy Peto (zpěv, baskytara), Dwayne Boardman (kytara, zpěv), Mike Davis (kytara) a Rhett Davis (bicí).
Počáteční tvorba kapely byla více do death metalu, pozdější tvorba (od LP Among Majestic Ruin) se zaměřuje spíše na doom metal. Mezi její hudební vzory patřily kapely Celtic Frost, The Obsessed a Saint Vitus, mezi další skupiny, které ovlivnily její tvorbu náležely Black Sabbath, Trouble, Grave, Unleashed, Morbid Angel a Autopsy.
První demonahrávka Rabid Decay vyšla v roce 1991, debutní studiové album Among Majestic Ruin v roce 1997. Morgion zanikli v roce 2013, celkem měli na svém kontě 3 studiová alba.

## Diskografie
Demo nahrávky
- Rabid Decay (1991)[4]
- Live Studio Rehersal Demo (1992)[4]
- 2002 Demo (2002)
- A Slow Succumbing / Ebb Tide (2002)

Studiová alba
- Among Majestic Ruin (1997)
- Solinari (1999)
- Cloaked by Ages, Crowned in Earth (2004)

EP
- Travesty (1993)
- Oceans Without Shores (1999)[4]
- Doomination Tour Bootleg (2003)

Kompilace
- The Relapse Collection (2008)
- God of Death & Disease (2012)